# Cut Bank
Cut Bank är administrativ huvudort i Glacier County i Montana. En av ortens sevärdheter är den talande pingvinstatyn. Cut Bank kallas nationens kallaste punkt, "Coldest Spot in the Nation".